# La Barre-de-Semilly
La Barre-de-Semilly is een gemeente in het Franse departement Manche (regio Normandië) en telt 792 inwoners (1999). De plaats maakt deel uit van het arrondissement Saint-Lô.

## Geografie
De oppervlakte van La Barre-de-Semilly bedraagt 7,7 km², de bevolkingsdichtheid is 102,9 inwoners per km².
De onderstaande kaart toont de ligging van La Barre-de-Semilly met de belangrijkste infrastructuur en aangrenzende gemeenten.

## Demografie
Onderstaande figuur toont het verloop van het inwonertal (bron: INSEE-tellingen).

1. ↑  Populations de référence 2022.